# پارک ایالتی گارنر

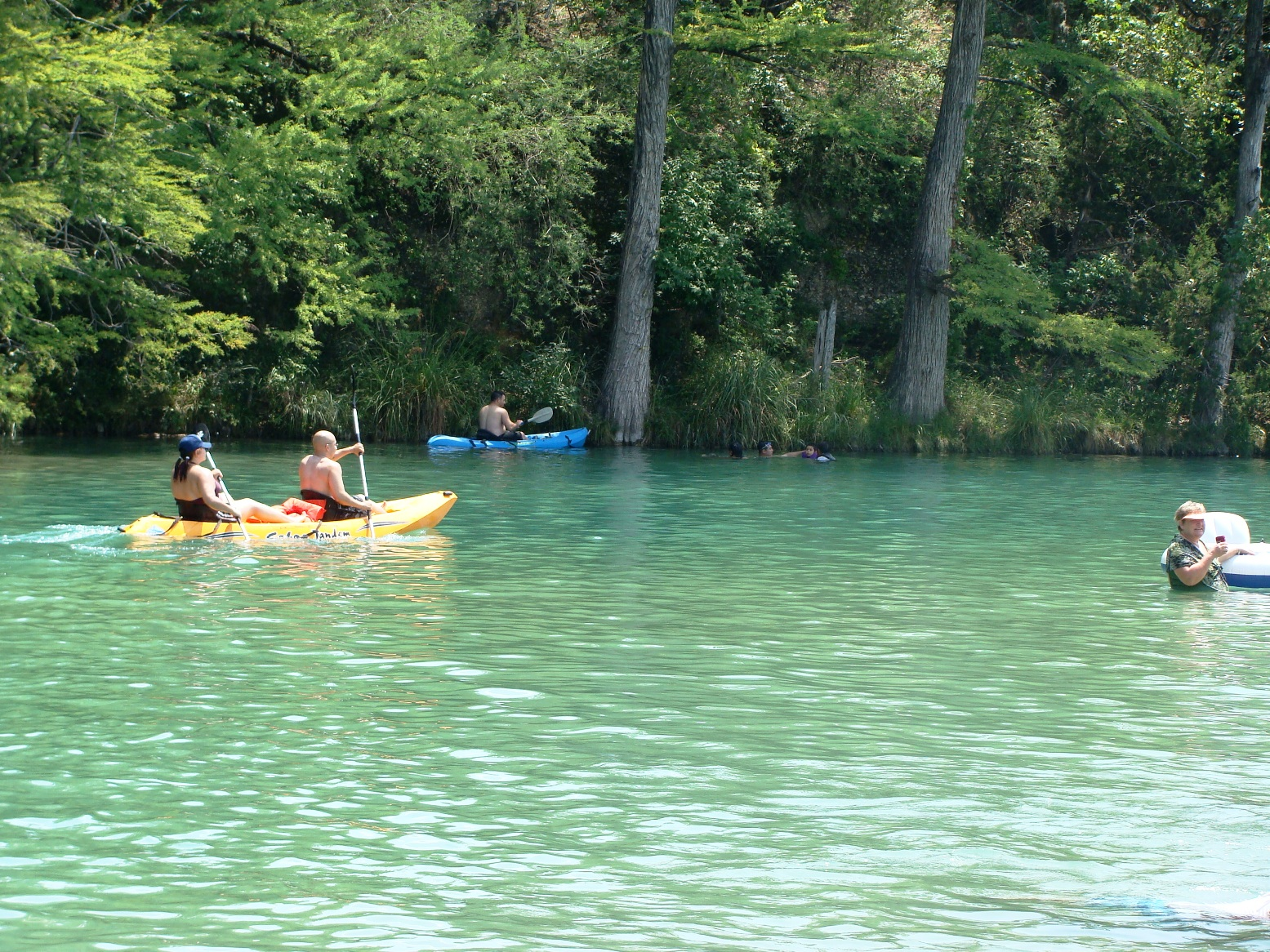
قایقرانی در رودخانه فریو

پارک ایالتی گارنر (به انگلیسی: Garner State Park) پارکی طبیعی واقع در هیل کانتری در تگزاس است.
این پارک که ۶۰۰ هکتار وسعت دارد، در سال ۱۹۳۴ تأسیس گشت.
رودخانه فریو از این ناحیه میگذرد.

## نگارخانه

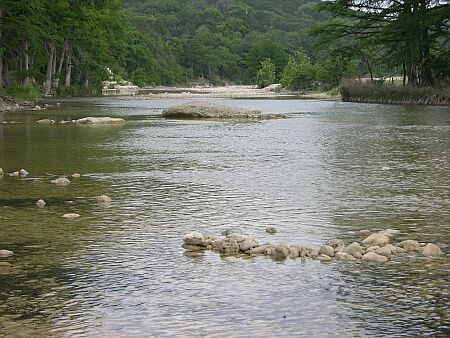
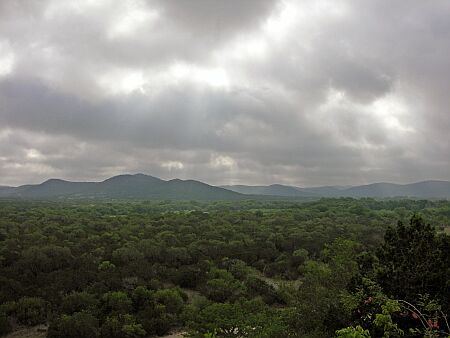
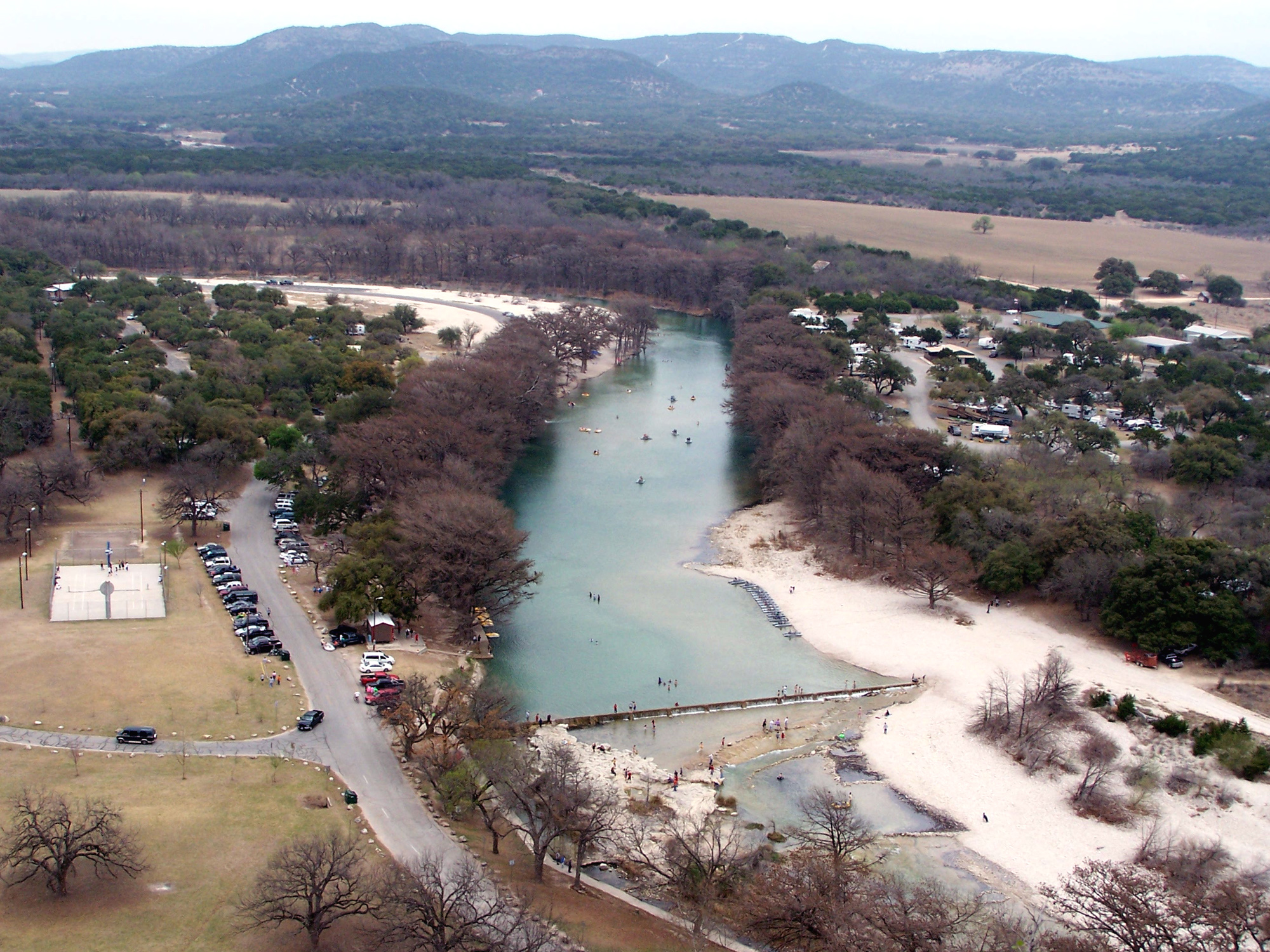
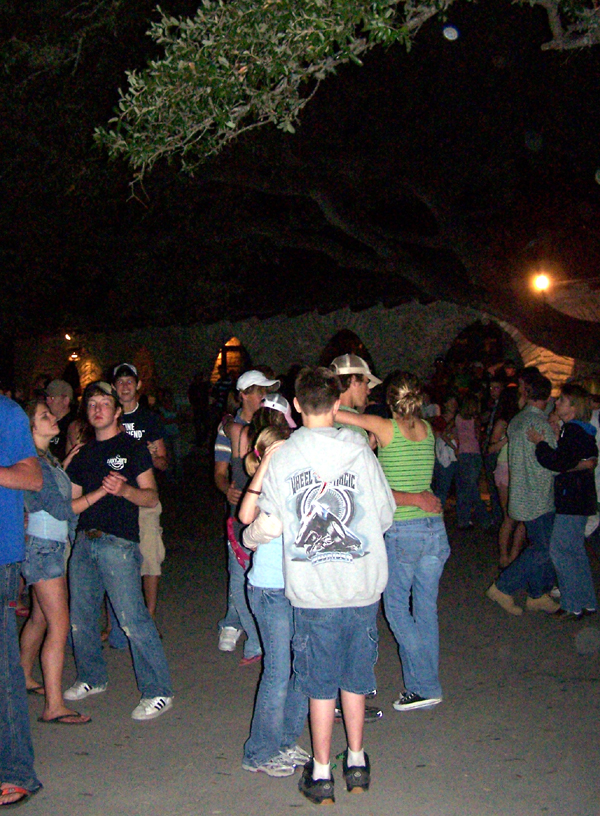
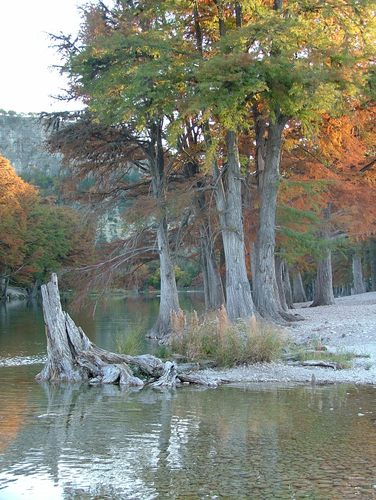